# جورج نویل وود
جورج نویل وود (انگلیسی: George Wood؛ ۴ مه ۱۸۹۸ – ۱۹۸۲) فرد نظامی اهل بریتانیا بود. وی همچنین برندهٔ جوایزی همچون صلیب نظامی شده‌است.